# Alpine Vision
 (septembre 2023).
L'Alpine Vision est un concept car de type coupé sport GT, du constructeur automobile français Alpine, présenté en 2016 au Col de Turini, sur le parcours du Rallye automobile Monte-Carlo.  
Ce concept car préfigure la version de série Alpine A110 (2017) qui, en hommage au modèle historique Alpine A110 (1962-1977), marque la renaissance de la marque Alpine.

## Historique
En mémoire de la saga mythique de la marque de voiture de sport française Alpine, fondée par le pilote Jean Rédélé (1922-2007) en 1955, et mise en sommeil en 1995, et à la suite de la série de concept cars Renault DeZir de 2010, Renault Alpine A110-50 de 2012, et Alpine Célébration présentée au 24 Heures du Mans 2015 pour les 60 ans d'Alpine, Carlos Ghosn, PDG de Renault-Nissan, annonce en 2016 avec ce concept car la résurrection prochaine (en 2017) de la marque Alpine, en même temps que le retour de Renault F1 Team en Formule 1.

Alpine Vision
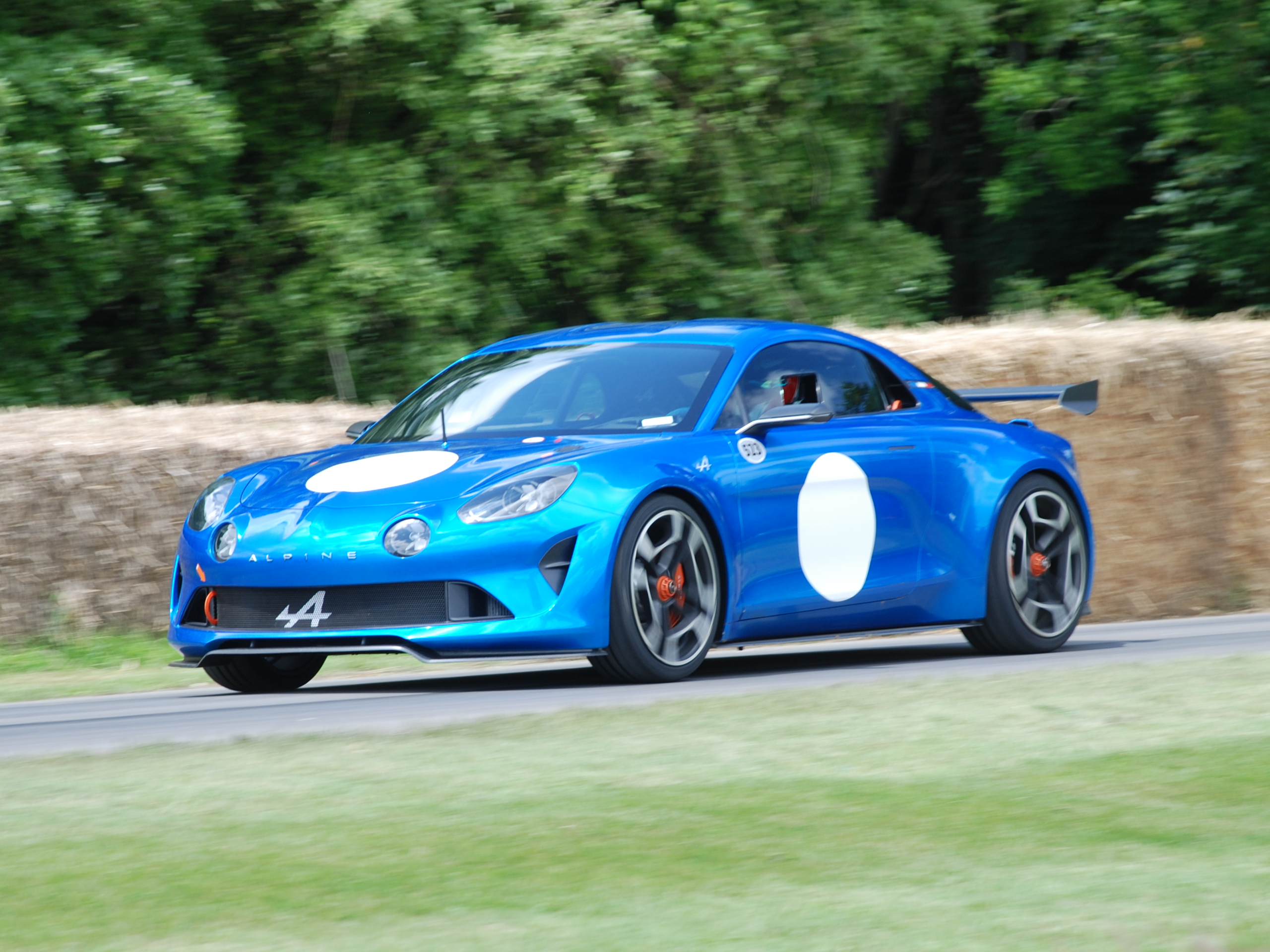
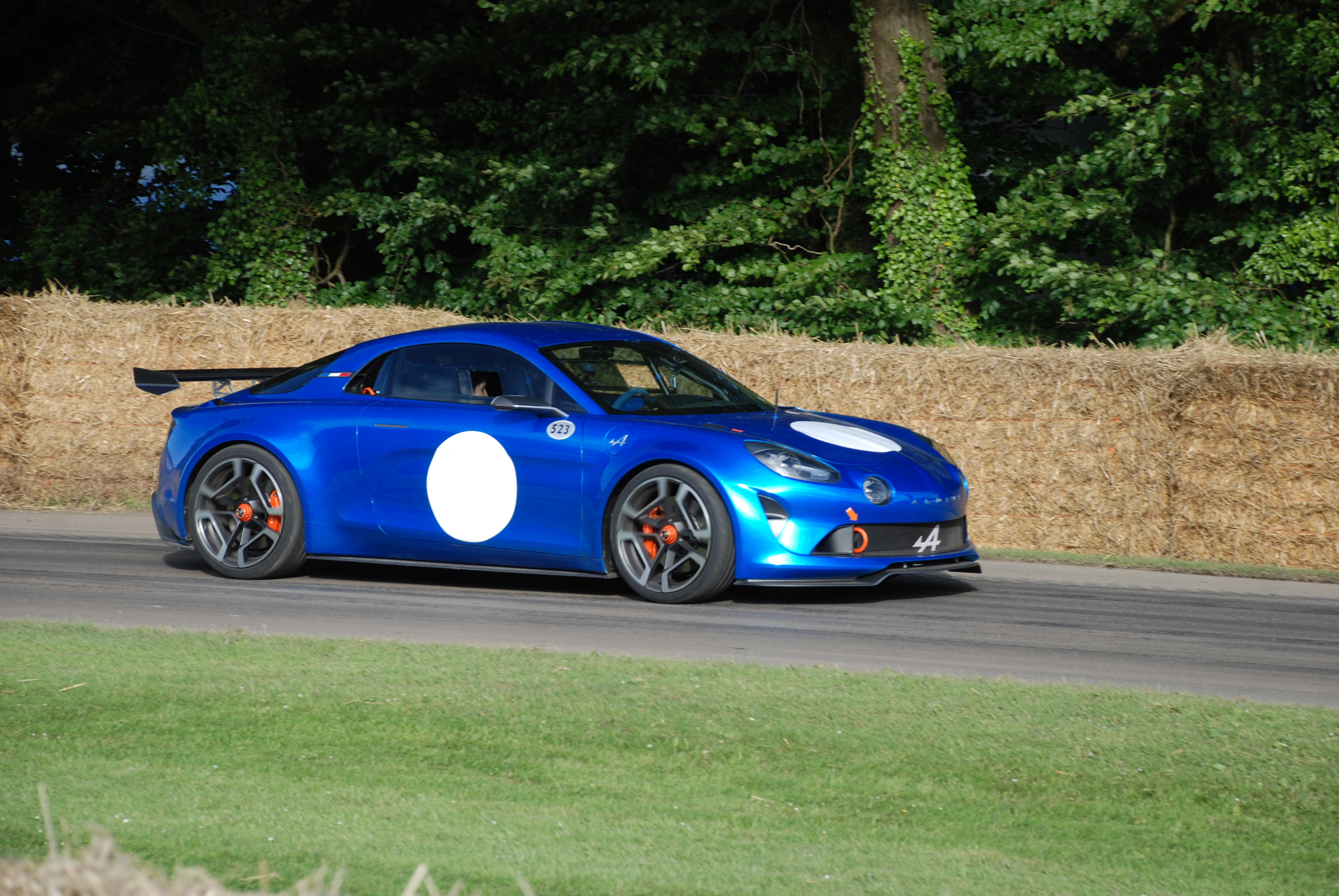

L'Alpine Vision est présentée en février 2016 à Monaco, au col de Turini, sur le parcours mythique et emblématique du Rallye automobile Monte-Carlo, où Alpine a écrit dans les années 1960 et années 1970 une page de l'histoire de la compétition automobile. Des Alpine A110 ont obtenu, entre autres, des victoires au Championnat du monde des rallyes, en particulier aux Rallye Monte-Carlo 1971 et Rallye Monte-Carlo 1973 (voir le palmarès d'Alpine en rallye automobile). 

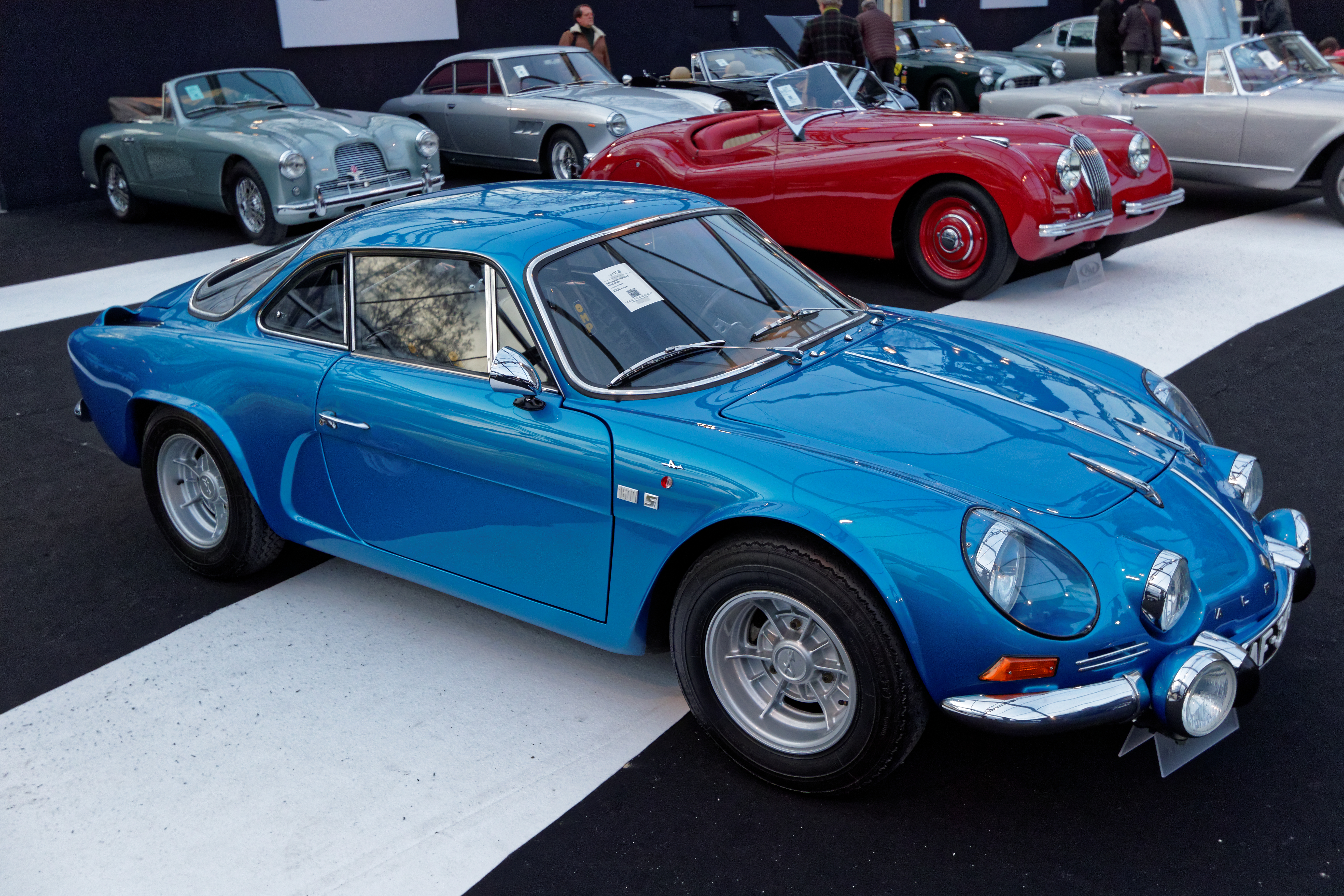
Alpine A110 de 1962
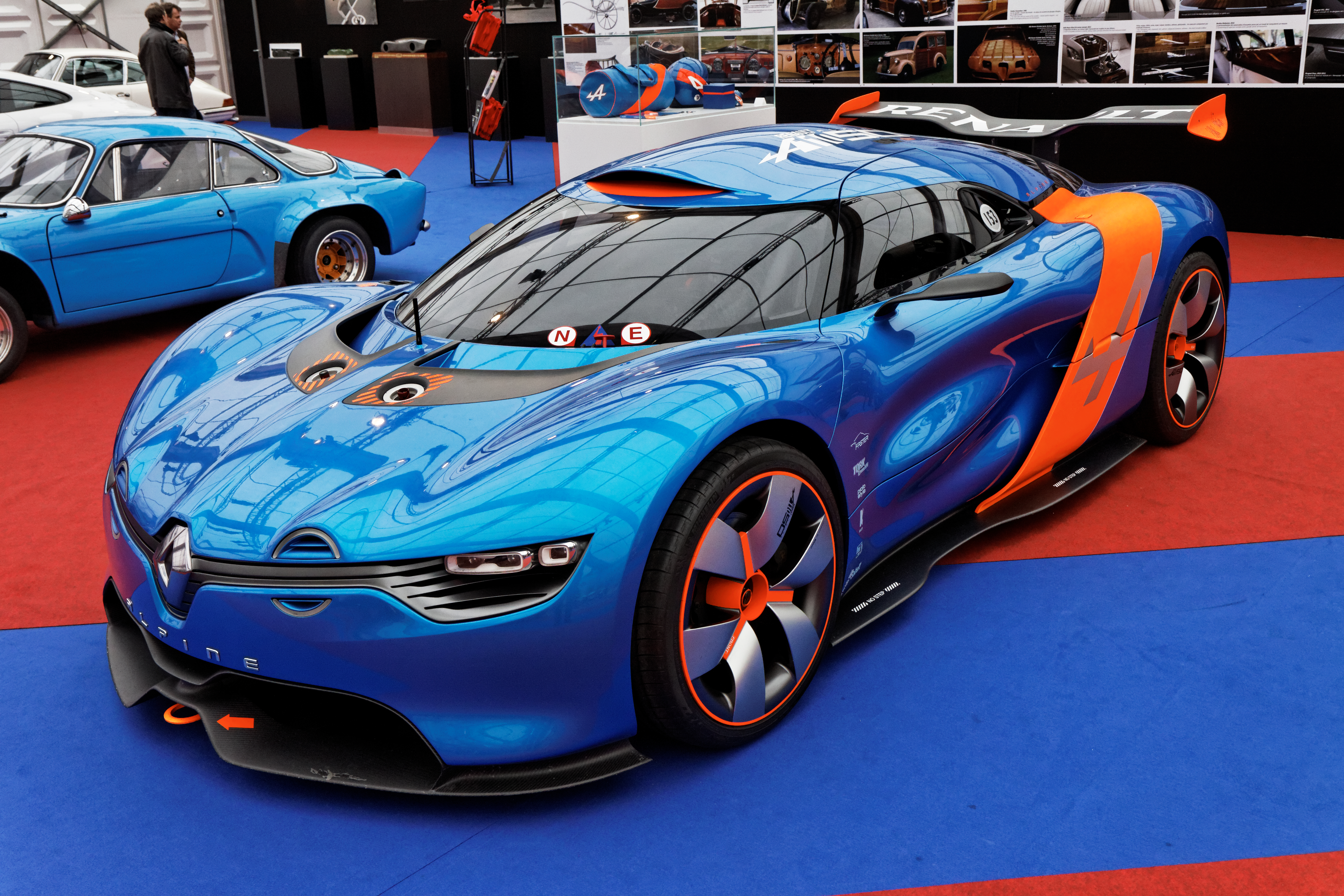
Renault Alpine A110-50 de 2012
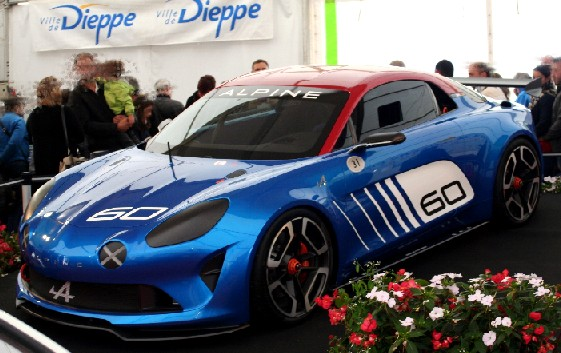
Alpine Célébration de 2015
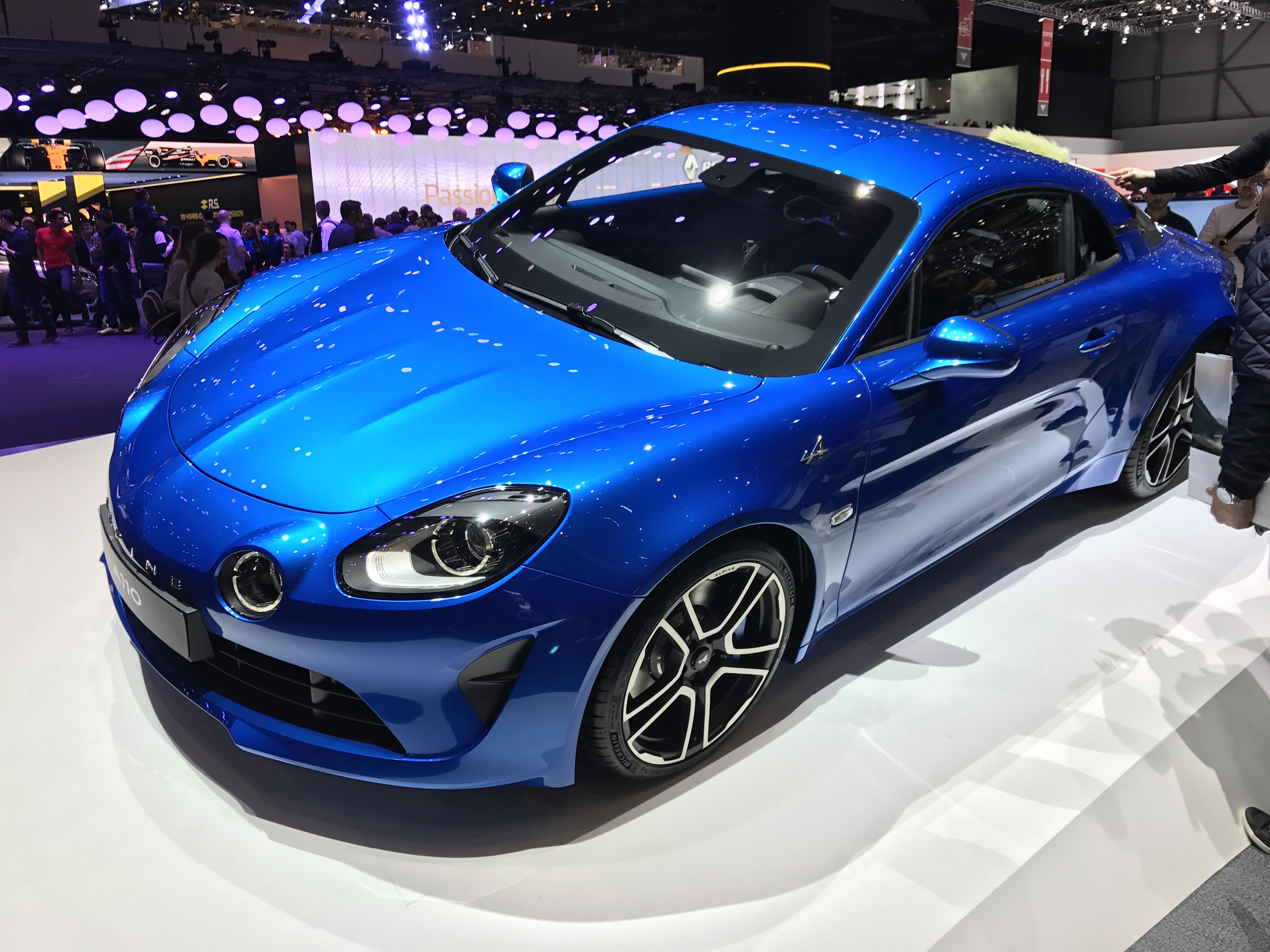
Alpine A110 (2017)

Par la suite, le nouveau modèle de série Alpine A110 est dévoilé début 2017. Il est produit à Dieppe (Seine-Maritime), là où ont été produites les Alpine A106 et Alpine A610, pour un prix annoncé d'environ 50 000 €, et avec pour concurrentes les Alfa Romeo 4C, Lotus Evora, et Porsche 718 Cayman.

## Caractéristiques
- développée par Renault et Renault Sport, avec pour directeur général d'Alpine Michael van der Sande, et directeur du design Anthony Villain
- design néo rétro, inspiré de la mythique Alpine A110 de 1962 et de l'Alpine Célébration de 2015
- moteur central arrière, 4 cylindres turbo, de 1,8 L de cylindrée, pour une puissance de 250 à 300 chevaux (informations non officielles, mais supposées par la presse automobile)
- 100 km/h en moins de 4,5 s
- boîte de vitesses robotisée EDC, avec palettes au volant
- poids léger (de 1000 à 1 200 kg selon la presse automobile)